# Cómo hablar de los libros que no se han leído
Cómo hablar de los libros que no se han leído (en francés: Comment parler des livres que l'on n'a pas lus ?) es un ensayo del psicoanalista, profesor de literatura, crítico literario y escritor francés Pierre Bayard, publicado originalmente por Éditions de Minuit en 2007 y, en español, por la editorial Anagrama, en 2008.
En tono provocativo, reflexiona sobre qué significa la lectura y el condicionamiento social del hecho de que en algún momento de la vida todos hayan fingido haber leído un libro que no fue leído. Según Bayard, «tal como se demostrará a lo largo de este ensayo, a veces, para hablar con rigor de un libro, es deseable no haberlo leído del todo, e incluso no haberlo abierto nunca».
Cuando se publicó en Francia, atrajo a un gran número de lectores y se convirtió rápidamente en un superventas. Sus derechos de traducción se vendieron a más de 30 países.

## Contenido
El ensayo se encuentra estructurado en tres partes:
Prólogo
Primera parte: Maneras de no leer
I. Los libros que no se conocen
II. Los libros que se han hojeado
III. Los libros de los que se ha oído hablar
IV. Los libros que se han olvidado
Segunda parte: Situaciones de discurso
I. En la vida mundana
II. Frente a un profesor
III. Ante el escritor
IV. Con el ser amado
Tercera parte: Conductas que conviene adoptar
I. No tener vergüenza
II. Imponer nuestras ideas
III. Inventar los libros
IV. Hablar de uno mismo
Epílogo
El resumen de la cuarta cubierta indica:

Quienes acudan a este libro para encandilar a sus profesores, amigos o amantes con disquisiciones librescas adquiridas sin esfuerzo, habrán cometido un error: el ensayo de Bayard es en realidad una estimulante reflexión a propósito de qué significa la lectura. Para resolver ese enigma, se impone como tarea desenmascarar uno de los tabúes sociales más extendidos: el hecho de que en algún momento de nuestras vidas todos hayamos fingido haber leído un libro que nunca fue abierto. Bayard no solo asume con naturalidad nuestra sempiterna condición de no-lectores (por mucho que seamos devoradores de libros, el número de lecturas pendientes siempre será mayor), sino que convierte esa en apariencia vergonzante no-lectura en el núcleo mismo de la lectura y, mediante un bucle paradójico, no duda en invocar las intuiciones contenidas en libros de Musil, Wilde, Valéry, Montaigne o Lodge acerca de la fecundidad del olvido, la inconveniencia de la lectura o la capacidad creadora del lector (o no-lector).

En cada sección de la primera parte nos presenta diferentes autores reconocidos (Musil, Valéry, Eco y Montaigne) para desarrollar sus planteos de la lectura y la no lectura. En la segunda parte, examina las situaciones características, profesionales o mundanas en las que un lector se ve obligado a hablar de libros que nunca ha leído. En la tercera parte del libro, Bayard presenta algunos consejos prácticos para comentar, principalmente en público, sobre un libro no leído.
La enunciación realizada por el autor desde el título permite que deba deconstruir la noción de lectura, a la que sustituye por la de «no lectura», que no es absolutamente lo contrario de la lectura. Esto lo lleva a presentar una tipología que establece cuatro categorías utilizando ejemplos literarios de situaciones planteadas por Musil, Valéry, Eco y Montaigne. 

## Recepción
La obra fue bien recibida por el público francés, con un título atrapante para justamente incitar su lectura, con una redacción irónica y con consejos que logran liberar de la culpa de los libros no leídos y superar el miedo a la cultura, en su condición de psicoanalista.
También algunos críticos han recordado el entorno profesional de Bayard en su rol de profesor universitario de literatura, los de golpes efectistas de su ensayo o de considerar a un lector que considera la lectura un placer. Franc Schuerewegen elogia la crítica post-hermenéutica y el uso de la retórica en el texto como un nuevo enfoque y un verdadero cambio de paradigma en los estudios literarios; sin embargo, considera que Bayard llega a ciertas conclusiones apresuradas sobre la lectura literaria dignas de una posmodernidad fácil.

## Edición en español
La traducción la realizó Albert Galvany Larrouquere, aparecida en 2008 en la Colección Argumentos, número 384, y en la Colección Compactos, número 549, en 2010; ambos editados por Anagrama.